# 中央日報 (機関紙)
中央日報（ちゅうおうにっぽう）は、かつて中華民国統治下の中国大陸と台湾で発行された中国語の新聞で、中国国民党の機関紙として知られた。
1928年1月に上海で創刊され、同年11月に南京に移転した。日中戦争中は、武漢・長沙・重慶と移転し、1946年9月に南京に復した。日中戦争終結後、中国大陸各地で地方版を発行するほか、夕刊紙・国外航空版なども発行した。
1949年3月12日、正式に台北に移転した。その後、新聞発行の統制（報禁）が行われていた1960年代から1980年代にかけて、『中央日報』は『中国時報』、『聯合報』とともに台湾の三大紙と呼ばれた。1971年以降、資料室を設けるなどして解説委員を中心に中国大陸研究を進め、中国大陸関連記事の多い新聞として知られた。
創刊以来一貫して国民党の傘下にあり、国民党政権の代弁者としての役割を担った。1990年代に報禁が解除され新聞が自由化されたあとも、この性格は変わらず、徐々に発行部数が減少した。特に、民主進歩党の陳水扁が台北市長を務めるようになると、『中央日報』は国民党党員と図書館以外の購読が激減し、中央日報社は膨大な赤字を抱えるようになった。
2002年4月、国民党主席の連戦は『中央日報』の大幅な人員削減を進めた。その後馬英九が国民党主席に就任すると、国民党は中央日報社の売却を積極的に探すようになった。しかし、2005年に『中華日報』に売却する話が浮上したものの、購入先は現れなかった。そのため2006年5月24日、国民党中央常務委員会は中央日報社の株式処分案を採択、5月末をもって中央日報社への資金補助を停止し、2006年6月1日、第2万8356号をもって『中央日報』は停刊（事実上の廃刊）となった。
紙媒体の停刊後、2006年9月にインターネット上の民間ニュースサイト『中央日報網路報』として一旦「復活」した。だが、資金不足のため2018年5月31日を以てニュースサイトの更新が停止され、2022年6月時点ではサイトに接続できなくなっている。